# シャーマニックプリンセス
『シャーマニックプリンセス』は、1996年6月25日から1998年6月25日にかけて全6巻が発売されたミキサーマジカル女の子 そして ダーク・ファンタジー寄りのファンタジーOVAである。魔法世界「ガーディアン・ワールド」で繰り広げられる少女たちの戦いを描く。また、小説『シャーマニックプリンセス―ヨルドの座』（著者：渡辺麻実、イラスト：石田敦子）が角川書店より発売されている。短いパロディが制作中だった。OVAは、無料のアプリサービス、Tubiを追加しました。

## ストーリー
魔法世界「ガーディアン・ワールド」の魔力の源である絵画、「ヨルドの座」が華月と言う青年に奪い去られてしまった。華月と昔、恋愛関係にあった少女ティアラはその捜索の命を受け、複雑な思いで地球に向かう。しかし、待っていたのは同じ命令を受け、先に地球に降り立っていた幼馴染で昔の恋敵であるレナと、そのパートナーである青年リオンだった。レナから「ヨルドの座」にティアラの親友であり、華月の妹でもある紗羅が幽閉されていることを告げられるティアラ。このまま「ガーディアン・ワールド」に「ヨルドの座」を持ち帰れば紗羅が死んでしまう。華月を慕うレナはティアラを「ガーディアン・ワールド」に追い返そうとするが、対するティアラは私情を捨て任務を優先と決意し、圧倒的な魔法力で二人を攻め立てる。

## 登場人物
ティアラ
声：紗ゆり
本作の主人公。魔法世界「ガーディアン・ワールド」の王位継承権を持つ少女。上級魔法で自らを魔力の化身にすることができる。かつての恋人の華月に複雑な思いを抱きながらも、任務を果たそうとするが、「ヨルドの座」に飲み込まれ、華月の幻影に誘惑されてしまう。度々「ヨルドの座」に描かれている酷似した場所で、紗羅と交流する不思議な夢を見るが、真相は謎。現在こそ気高く誇り高い少女であるが、かつては涙もろく紗羅に泣きつくことが多い性格だった。
レナ
声：弥生みつき
ティアラの幼馴染の少女。「ヨルドの座」の捜査をティアラより先に命じられたが、密かに想う華月が「ヨルドの座」を奪った真実を知り、ティアラと対立する。しかし、本心ではティアラに憧れのような感情を抱いている。なお、高貴な雰囲気からか、地球の学校の女子の間で一目置かれる存在になっている。
華月（かげつ）
声：山寺宏一
ティアラのかつての恋人で、魔法を中和する力を持つ一族の男性。二人の少女の心を揺るがす美青年。その能力は絶大で、ティアラとレナの魔力さえも一時的に封印してしまう程。「ヨルドの座」を苦悩の末奪った張本人である。
紗羅（さら）
声：桜井智
華月の妹で、ティアラの親友。選ばれし中和者として、その魔力を保つため「ヨルドの座」に幽閉され、拷問のような苦しみを受け続けている。後に「ヨルドの座」に精神を操られ、異形の姿となり無差別に襲い掛かる。
ジャポロ
声：松本梨香
現在のティアラのパートナー。イタチやフェレットを彷彿させるような愛らしい姿をしているが、少々口やかましいところがある。しかし華月の気配を探知したり、ティアラに助言を与えたりと、パートナーとしての実力は非常に優れた存在である。
グラム
声：松本梨香
ティアラの初めてのパートナーとして、異世界から召喚された不気味な風貌の少年。当初は聾唖のようにも取られ、殆ど喋ることができなかった。常に怯えている様子を見せ、時には暴走してしまうことが多かったが、次第にティアラに心を開き、愛のような感情を抱いていく。
リオン
声：結城比呂
レナのパートナー。彼女の魔法で、彼もまた変身することができる。レナを一途に愛しているが、華月への想いと身分の違いからか、決して口にしない。喫煙をするが、地球人年齢では未成年のため、レナに諫められるシーンがある。
長老
声：納谷六朗
ティアラに華月の捜索と、初めての召喚の儀式を命じた「ガーディアン・ワールド」の長。ティアラに「ヨルドの座」の奪還、及びグラムの真のパートナーとしての素質があるか否かの試練を与える。
ミミ・ジョイマン
声：今井由香
ティアラが地球の学校で親しくなる女学生の三人のうちの一人。ポニーテールでやや釣りぎみの目をしている。自分の美貌に自信があるらしく、少々棘があり、アポリネとは悪友的関係。
スザンナ・ホワイト
声：中川亜紀子
ティアラが地球の学校で親しくなる女学生の三人のうちの一人。ウェーブのかかった長い金髪をオールバックにしている。物静かで優しく、しっかりとした少女。
アポリネ・ファリア
声：丸尾知子
ティアラが地球の学校で親しくなる女学生の三人のうちの一人。ショートヘアで眼鏡をかけている。「ティアラの友達第一号になる」と発言するも、ミミに「ティアラ唯一の汚点」と言われてしまう。
先生
声：さとうあい
ティアラとレナが地球で通うことになった学校の担任教師。

## 各話タイトル
| 話数 | サブタイトル         | 脚本                 | 絵コンテ   | 演出       | 作画監督           |
| ---- | -------------------- | -------------------- | ---------- | ---------- | ------------------ |
| 1    | ヨルドの座           | 渡辺麻実             | 本郷みつる | 西村博之   | 大倉雅彦           |
| 2    | 森                   | 本郷みつる、西村博之 | 本郷みつる | 西村博之   | 大倉雅彦           |
| 3    | 覚醒                 | 渡辺麻実、西村博之   | 西村博之   | 西村博之   | 西村博之、大倉雅彦 |
| 4    | 祈りの朝             | 本郷みつる、西村博之 | 本郷みつる | 本郷みつる | 大倉雅彦           |
| 5    | ガーディアンワールド | 西村博之             | 西村博之   | 西村博之   | 西村博之           |
| 6    | 風の祭               | 西村博之             | 西村博之   | 西村博之   | 西村博之           |

## スタッフ
- 製作：茂木隆・高橋豊
- 企画：渡辺繁→川城和実（第5話-第6話）・沢登昌樹
- 原作：PRINCESS PROJECT
- プロデューサー：高梨実・池口和彦・寄経康史→池口和彦（第5-6話）
- ストーリーコンセプト：渡辺麻実、本郷みつる、石田敦子、西村博之、鈴木誠二、池口和彦
- キャラクターデザイン・総作画監督：石田敦子
- 動画検査：宮田知子、白川宏
- 作画協力：アニメToroToro、星山企画
- 美術監督：松岡聡
- 色彩設定：鈴木孝子→すずきたかこ（第5-6話）
- 色指定：諸岡孝子
- 特殊効果：斉藤丈史
- 仕上協力：東京キャロル、星山企画、武遊
- 撮影監督：安津畑隆
- 撮影：Azuhata Production（月岡敦夫、笹野進一、吉田正美、近岡賢治、西川晃子、高橋一純）
- 編集：瀬山武司
- ネガ編集：水田経子、内田恵
- 演出助手：矢吹勉（第1-4話）
- 現像：IMAGICA
- タイトル：マキ・プロ
- 音響監督：三間雅文
- 音響効果：倉橋静男
- 調整：山田富士夫
- 録音スタジオ：アオイスタジオ
- 音響制作：テクノサウンド、高寺雄
- 音楽：周防義和
- 音楽プロデューサー：佐々木史朗
- 音楽制作協力：アミューズ、ボーダーライン
- 音楽制作：ビクターエンタテインメント
- タイトルCGデザイン：永石事務所
- CGワークス：佐山善則
- オープニングCG制作：ヴィジュアルキッチン、仁村明彦（第1-4話）
- 設定協力：湯浅政明（第6話）
- 制作担当：山口克巳・新谷義浩（第1話）→山口克巳
- 制作デスク：張田輝廣
- 制作進行：土井喜博、塚原淳、張田輝廣
- 制作補佐：長谷川洋（第2話）
- 宣伝担当：沖訓久
- 制作協力：トライアングルスタッフ
- 制作：アニメイトフィルム
- 監督：本郷みつる（第1-4話）、西村博之（第5-6話）
- 監修：本郷みつる（第5-6話）
- 製作：バンダイビジュアル、ムービック

## 主題歌
オープニングテーマ
「祈りの朝」（第1-4話）
作詞・歌：さいとうみわこ、作曲：野口兼護、編曲：野崎貴郎

エンディングテーマ
「思い出の森」（第1-4・6話）
作詞・歌：さいとうみわこ、作曲：野口兼護、編曲：野崎貴郎
「風の祭」（第5話）
作詞：小峰公子、作曲・編曲：周防義和、ウヨンタナ

## 関連商品

### ビデオカセット（VHS）・レーザーディスク（LD）
- VOL.1 1996年6月25日発売
- VOL.2 1996年9月25日発売
- VOL.3 1997年1月25日発売
- VOL.4 1997年6月25日発売
- VOL.5 1997年11月25日発売
- VOL.6 1998年6月25日発売

### DVD
- VOL.1 2001年7月25日発売
- VOL.2 2001年9月25日発売